# Гуляк, Владимир Константинович
Владимир Константинович Гуляк (укр. Володимир Костянтинович Гуляк; 1912, Жизномир, ныне Бучачский район Тернопольской области Украины — 1 июня 1941, там же) — украинский националист, член Организации украинских националистов и окружной проводник ОУН в Чортковщине.

## Биография
Родился в 1912 году в деревне Жизномир (ныне в Тернопольской области Украины) в крестьянской семье. Отец — военнослужащий австро-венгерской армии, погиб на фронте Первой мировой войны в Италии. В семье также родились братья Михаил (в 1910 году) и Юлиан (в 1915 году). Отчим — Степан Гаврилюк, сводный брат Иван и сводные сёстры Ольга (род. 1924) и Мария. Семья владела крупным участком земли (в том числе и частью леса).
С 1930-х годов член ОУН. Неоднократно бросался в тюрьмы Польши, пробыл там с 1938 по сентябрь 1939 года. Занял должность окружного проводника Чортковщины. После бегства из тюрьмы, возможно, участвовал в боевых действиях в составе польских войск против РККА.
1 января 1941 вступил в бой с сотрудниками НКВД в родном селе и был убит.